# Youssef Boutros Ghali
Pour les articles homonymes, voir Boutros et Ghali.
Youssef Boutros-Ghali (en arabe : يوسف بطرس غالي), est un homme politique et économiste égyptien né le 20 août 1952 au Caire. Il a été ministre des Finances de l'Égypte de juillet 2004 à janvier 2011 dans le Gouvernement Ahmed Nazif.

## Biographie
Il fut conseiller économique auprès du Premier ministre de 1986 à 1993. Il occupa plusieurs postes ministériels, dont celui de ministre de l'Économie de juillet 1997 à septembre 1999, de ministre de l'Économie et du Commerce extérieur d'octobre 1999 à novembre 2001 et de ministre du Commerce extérieur de novembre 2001 à juillet 2004.
Il est le neveu de l'ancien secrétaire général des Nations unies, Boutros Boutros-Ghali.
Inculpé par le procureur général d’Égypte, Abdul Megid Mahmoud, pour divers délits de corruption et détournements de fonds publics, il est en fuite et fait l'objet d'un mandat d'amener. Le 4 juin 2011, il a été condamné par contumace à 30 ans de prison. Il a aussi été condamné à reverser 60 millions de livres égyptiennes à l'État. Il fait l'objet d'un signalement transmis à Interpol et aurait été signalé au Liban et en Angleterre.